# Guilly Brandão
Guilly Brandão (Ilhabela-SP, 15 de Fevereiro de 1981) é um kitesurfista brasileiro.
Em 2010 sagrou-se tri-campeão mundial da categoria. Considerado um dos maiores nomes da modalidade, Guilly é também pentacampeão brasileiro de ondas e tetracampeão de freestyle.